# Lasiurus atratus
Lasiurus atratus (Handley, 1996) è un pipistrello della famiglia dei Vespertilionidi diffuso nell'America meridionale.

## Descrizione

### Dimensioni
Pipistrello di piccole dimensioni, con la lunghezza totale tra 112 e 116 mm, la lunghezza dell'avambraccio tra 45,1 e 47,6 mm, la lunghezza della coda tra 53 e 57 mm, la lunghezza del piede tra 10 e 11 mm, la lunghezza delle orecchie di 13 mm.

### Aspetto
La pelliccia è lunga e densa. Le parti dorsali sono bruno-rossastre, i singoli peli sono tricolori, con la base nerastra, la parte centrale giallo-brunastra e la punta rossastra, mentre le parti ventrali e la gola sono brunastre o nerastre con la punta dei singoli peli bianca. Sulle spalle sono presenti due vistose macchie bianche. Il muso è nero, corto, appuntito e largo, dovuto alla presenza di due masse ghiandolari sui lati. Le orecchie sono corte, arrotondate e ben separate. Il trago è corto, stretto, con l'estremità arrotondata e curvato in avanti. Le membrane alari sono nerastre. La punta della lunga coda si estende leggermente oltre l'ampio uropatagio, il quale è dorsalmente ricoperto di peli dello stesso colore del dorso.

## Biologia

### Comportamento
Si rifugia probabilmente nelle cavità degli alberi.

### Alimentazione
Si nutre di insetti catturati prevalentemente sopra corsi d'acqua.

## Distribuzione e habitat
Questa specie è diffusa nel Venezuela orientale, Guyana centrale, Suriname meridionale e Guyana francese centrale.
Vive nelle foreste tropicali di pianura sempreverdi e decidue.

## Conservazione
La IUCN Red List, considerato il vasto areale, nonostante la continua incertezza circa la sua reale diffusione, lo stato della popolazione e i requisiti ecologici, classifica L.atratus come specie a rischio minimo (Least Concern)).